# Synergistic Software
Synergistic Software bylo herní vývojářské studio, které vyprodukovalo některé z první her a aplikací, které byly k dispozici pro počítače Apple II. Ve vývoji her pro různé platformy pokračovalo do pozdních devadesátých let.

## Počátky
Synergistic byl založen v roce 1978 a jeho zakladateli byli Robert Clardy a Ann Dickens Clardy. Jako jeden z prvních úspěšných vývojářů pro Apple II, byl Synergistic nejvíce znám svou hrou Dungeon Campaign / Wilderness Campaign. Jednalo se o hru inspirovanou Dungeons & Dragons, později byla znovu vydána pod jménem Odyssey: The Complete Adventure. Je to také jedna z prvních her ve stylu Dungeons & Dragons, která je opravdu rozsáhlá (v porovnání s obvyklejšími dungeony, jako například Temple of Apshai).

## PC éra
Na rozdíl od jiných firem, které nezvládly přechod na novou platformu IBM PC, Synergistic pokračoval dále jako nezávislé vývojové studio. Jejich nejúspěšnějšími hrami z tohoto období jsou Thexder, 2D plošinová střílečka a Sipheed, 2D střílečka, která byla později Segou portována a znovu vydána na konsoli Sega CD.

## Spojení a převzetí
V roce 1996 byl Synergistic převzat Sierrou. Několik let měl však status nezávislého vývojáře pod křídly Sierry. V rámci restrukuralizačního plánu Sierry byl zrušen v roce 1999. U nás patrně nejznámějším titulem je datadisk ke hře Diablo, pojmenovaný Hellfire.

## Seznam titulů
- Dungeon Campaign / Wilderness Campaign (1979)
- Odyssey: The Compleat Apventure (1980)
- Higher Text II (1980)
- Data Reporter (1981)
- Apventure to Atlantis (1982)
- Bolo (1982)
- Crisis Mountain (1982)
- Escape From Arcturus (1982)
- Microbe (computer game) (1983)
- The Fool's Errand (1986) (as publishers of DOS port)
- Pitstop II (1984)
- Thexder (1985)
- Sidewinder (computer game) (1988)
- Silpheed (1988)
- J. R. R. Tolkien's War in Middle Earth (1988)
- Spirit of Excalibur (1990)
- Vengeance of Excalibur (1991)
- Conan: The Cimmerian (1991)
- Triple Play '97 (1996)
- Birthright – The Gorgon's Alliance (1996)
- Diablo: Hellfire (1997)